# Strobilanthes griffithianus
Strobilanthes griffithianus är en akantusväxtart som beskrevs av T. Anders.. Strobilanthes griffithianus ingår i släktet Strobilanthes och familjen akantusväxter. Inga underarter finns listade i Catalogue of Life.